# خانه کنگره
خانه کنگره (انگلیسی: Congress House) دفتر مرکزی کنگره اتحادیه معاملات است.

## نگارخانه

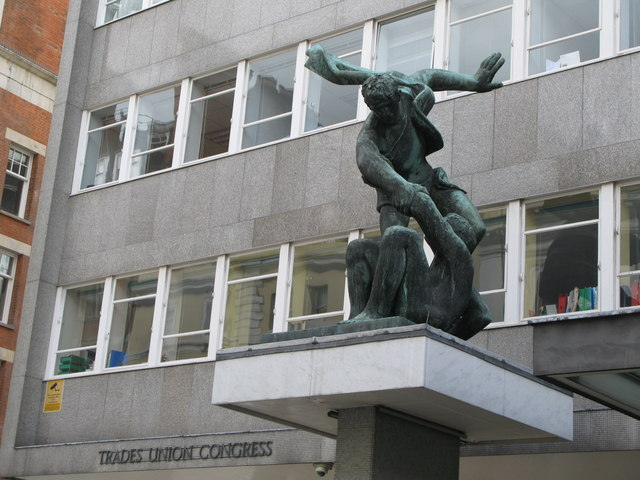